# 地和
地和（チーホウ、チイホウ、チーホー）とは、麻雀における役のひとつ。役満。子が配牌時点で聴牌し、かつ第1ツモで和了することで成立する。ただし、第1ツモの前に他家によるチー・ポン・カンが入ると無効になる。

## 概要
例
      アガリ 
第1ツモでのアガリということで、親の天和と類似した役であると言える。ただし、天和が親にしかできないのに対し、地和は子でしかあがれない。第1ツモでのアガリなので、第1ツモの時点で暗槓し嶺上開花により和了した場合も無効になる。完全に運に左右されるため「第一ツモでのあがりはすべて役満払いとする」というルールのひとつともいえる。
競技麻雀の放送対局では、以下の対局で地和和了が確認できる。
- 猿川真寿（日本プロ麻雀連盟） - 2014年、三麻エンペラー決定戦（同卓者：藤崎智、紺野真太郎）[1]
- 佐々木寿人（日本プロ麻雀連盟） - 2016年、麻雀プロ団体日本一決定戦（同卓者：多井隆晴、石橋伸洋、鈴木たろう）[2]
- 下石戟（日本プロ麻雀協会） - 2024年、雀王戦A1リーグ（同卓者：真田槐、田幸浩、菊地俊介）[3]

## 歴史
元々は親の第一打を地に下りた最初の牌という意味で「地牌」と呼び、これをロンすることを「地和」としていた（原義の地和）。現在は上記のように「子の第一ツモ」の意味に変化していることが多く、元の意味での地和を採用するルールはローカルルールに近くなっている。親の第1打をロンするアガリつまり「元々の地和」は、現在の一般的なルールでは人和の一種であるとすることが多い。ただし人和自体を採用していないルールも多く、その場合はただの門前ロンということになってしまう。つまり、場合によってはチョンボの可能性も秘めている。（人和のページも参照のこと）